# Z archiwum X-lecia
Z archiwum X-lecia – kompilacyjny album Formacji Nieżywych Schabuff, wydany w 1999 roku nakładem wytwórni Pomaton EMI.

## Lista utworów
źródło:.
1. "Lato" – 4:04
2. "Móv mi Elvis" – 4:02
3. "Kiedy zamykam oczy" – 4:09
4. "Faja 89" – 3:05
5. "Krystyny" – 4:43
6. "Schizofrenia" – 3:44
7. "Kibel" – 3:53
8. "Ludzie pragną piękna" – 2:57
9. "Klub Wesołego Szampana" – 3:52
10. "Hej kochanie" – 2:51
11. "Baboki" – 4:19
12. "Swobodny Dżordż" – 3:39
13. "Za zu zi" – 3:48
14. "Żółty rower" – 5:46
15. "Hej cześć" – 3:28
16. "Da da da" – 3:15
17. "Kochać czasem znaczy umieć nie być razem" – 4:39

## Twórcy
źródło:.
- Robert Bielecki – perkusja
- Ewa Brachun – chórki
- Aleksandra Chludek – chórki
- Daria Druzgała – chórki
- Jerzy Filar – perkusja, instrumenty perkusyjne
- Marcin Gawdzis – trąbka
- Jacek Grabe-Zaręba – wiolonczela
- Beata Kacprzyk – chórki
- Aleksander Klepacz – śpiew, instrumenty klawiszowe
- Katarzyna Lach – gitara basowa
- Rafał Łuszczyk – gitar basowa
- Robert Majewski – trąbka
- Mirosław Marcisz – trąbka
- Sylwia Mystek – altówka
- Jacek Otręba – instrumenty klawiszowe
- Jacek Pałucha – śpiew
- Małgorzata Pieńkowska – śpiew
- Wojciech Płocharski – śpiew
- Marek Podkowa – saksofon tenorowy
- Mateusz Pospieszalski – saksofon altowy
- Michał Przytuła – akordeon
- Krzysztof Pszona – midi
- Katarzyna Pysiak – chórki
- Mariusz Pysz – puzon
- Marcin Serwaciński – perkusja
- Filip Sojka – gitar basowa
- Katarzyna Szczot "Kayah" – chórki
- Piotr Sztajdel – instrumenty klawiszowe
- Wojciech Wierus – gitara
- Piotr Wolski "Jackson" – instrumenty perkusyjne
- Jarosław Woszczyna – saksofon
- Piotr Żaczek – gitara basowa